# آير بوستر
آير بوستر (بالإنجليزية: Air Buster)، هي لعبة فيديو يابانية، من تطوير كانيكو، ونشرها شركة نامكو، صدرت اللعبة في الأسواق سنة 1990، وتعمل على منصات توربو غرافيكس-16، آركيد وسيجا جينيسيس.